# Associazione Calcio Renate 2021-2022
Questa voce raccoglie le informazioni riguardanti l'Associazione Calcio Renate nelle competizioni ufficiali della stagione 2021-2022.

## Stagione
Nella stagione 2021-2022 il Renate allenato da Roberto Cevoli disputa il girone A del campionato di Serie C, raccoglie 62 punti con il quinto posto finale. Grazie all'ottimo piazzamento evita i primi due turni dei Play-off, entra in scena nel primo turno nazionale incrociando la Juventus U23, pareggio (1-1) ad Alessandria e vittoria (0-1) a Meda per i giovani bianconeri. Al termine del girone di andata il Renate è in testa alla classifica con 39 punti, appaiato al Padova, ma cala vistosamente nella seconda parte di torneo, raccogliendo solo 23 punti, sufficienti almeno per agguantare con il quinto posto finale i Play-off. Esprime anche il vincitore della classifica dei marcatori del girone A con Tommy Maistrello, che ha firmato 16 reti, alla pari di Jacopo Manconi dell'Albinoleffe, notevole anche l'apporto in reti di Francesco Galuppini, autore di 14 reti. Nella Coppa Italia di Serie C nerazzurri subito eliminati (1-3) dal Seregno nel primo turno.

## Rosa
Rosa tratta dal sito ufficiale del Renate
| N. |                   | Ruolo | Calciatore                 |
| -- | ----------------- | ----- | -------------------------- |
| 1  | Italia (bandiera) | P     | Leonardo Moleri            |
| 1  | Italia (bandiera) | P     | Semuel Pizzignacco         |
| 3  | Italia (bandiera) | D     | Antonio Esposito           |
| 4  | Italia (bandiera) | C     | Roberto Ranieri            |
| 5  | Italia (bandiera) | C     | Gianluca Esposito          |
| 6  | Italia (bandiera) | D     | Gabriele Cugola            |
| 7  | Italia (bandiera) | D     | Marco Anghileri (capitano) |
| 8  | Italia (bandiera) | A     | Tommy Maistrello           |
| 9  | Italia (bandiera) | A     | Mohamed Amine Chakir       |
| 10 | Italia (bandiera) | C     | Enrico Celeghin            |
| 11 | Italia (bandiera) | A     | Gregorio Morachioli        |
| 12 | Italia (bandiera) | P     | Giacomo Drago              |
| 13 | Italia (bandiera) | C     | Luca Baldassin             |
| 14 | Italia (bandiera) | A     | Francesco Galuppini        |
| 15 | Italia (bandiera) | D     | Manuel Ferrini             |
| 16 | Italia (bandiera) | D     | Federico Ermacora          |
| 17 | Italia (bandiera) | D     | Alessandro De Meo          |

| N. |                   | Ruolo | Calciatore        |
| -- | ----------------- | ----- | ----------------- |
| 18 | Italia (bandiera) | C     | Samuele Rosa      |
| 19 | Italia (bandiera) | D     | Luca Tedeschi     |
| 20 | Italia (bandiera) | A     | Kevin Piscopo     |
| 21 | Italia (bandiera) | D     | Pasquale Costanzo |
| 22 | Italia (bandiera) | P     | Marco Albertoni   |
| 23 | Italia (bandiera) | C     | Alessandro Sala   |
| 23 | Italia (bandiera) | A     | Manuel Cicconi    |
| 24 | Italia (bandiera) | D     | Marcello Possenti |
| 25 | Italia (bandiera) | C     | Luigi Sarli       |
| 25 | Italia (bandiera) | D     | Riccardo Spaltro  |
| 26 | Italia (bandiera) | D     | Tommaso Merletti  |
| 27 | Italia (bandiera) | A     | Simone Rossetti   |
| 28 | Italia (bandiera) | D     | Jacopo Silva      |
| 30 | Italia (bandiera) | C     | Francesco Marano  |
| 32 | Italia (bandiera) | D     | Simone Sini       |
| 90 | Italia (bandiera) | C     | Lorenzo Gavioli   |

## Calciomercato

### Sessione estiva(dal 01/07 al 31/08)
| Acquisti | Acquisti             | Acquisti  | Acquisti      |
| R.       | Nome                 | da        | Modalità      |
| -------- | -------------------- | --------- | ------------- |
| P        | Gianluca Colnago     | Pisa      | fine prestito |
| P        | Gian Marco Crespi    | Crotone   | prestito      |
| P        | Giacomo Drago        | Novara    | svincolato    |
| P        | Leonardo Moleri      | Milan     | prestito      |
| D        | Federico Ermacora    | Udinese   | definitivo    |
| D        | Manuel Ferrini       | Gubbio    | svincolato    |
| D        | Davide Maranelli     | Sassuolo  | prestito      |
| D        | Elio Zalli           | Sassuolo  | fine prestito |
| C        | Luca Baldassin       | Catanzaro | svincolato    |
| C        | Edoardo Celeghin     | Como      | prestito      |
| C        | Edoardo Confalonieri | Gozzano   | fine prestito |
| C        | Gianluca Esposito    | Ravenna   | svincolato    |
| C        | Paolo Grbac          | Fermana   | fine prestito |
| C        | Alessandro Sala      | Milan     | prestito      |
| A        | Mohammed Chakir      | Legnago   | definitivo    |
| A        | Tommy Maistrello     | Fermana   | svincolato    |
| A        | Gregorio Morachioli  | Spezia    | definitivo    |
| A        | Vincenzo Plescia     | Vibonese  | fine prestito |
| A        | Simone Rossetti      | Novara    | svincolato    |
| A        | Luigi Sarli          | Fano      | svincolato    |
| A        | Lorenzo Sorrentino   | Cesena    | fine prestito |

| Cessioni | Cessioni             | Cessioni       | Cessioni      |
| R.       | Nome                 | a              | Modalità      |
| -------- | -------------------- | -------------- | ------------- |
| P        | Fabrizio Bagheria    | Inter          | fine prestito |
| P        | Luca Gemello         | Torino         | fine prestito |
| D        | Antonio Magli        | Giana Erminio  | svincolato    |
| D        | Davide Manarelli     | Paganese       | prestito      |
| D        | Andrea Marafini      |                | svincolato    |
| D        | Riccardo Santovito   | Reggiana       | fine prestito |
| D        | Elio Zalli           | Sassuolo       | definitivo    |
| C        | Riccardo Burgio      | Atalanta       | fine prestito |
| C        | Edoardo Confalonieri | Legnano        | svincolato    |
| C        | Loris Damonte        | Feralpisalò    | definitivo    |
| C        | Paolo Grbac          | Mestre         | svincolato    |
| C        | Davide Guglielmotti  | Reggiana       | svincolato    |
| C        | Elvis Kabashi        | Como           | definitivo    |
| C        | Erald Lakti          | Fiorentina     | fine prestito |
| C        | Christian Langella   | Pisa           | fine prestito |
| C        | Armand Rada          | Virtus Entella | definitivo    |
| C        | Bruno Vicente        |                | svincolato    |
| A        | Giuseppe Giovinco    | Taranto        | svincolato    |
| A        | Manuel Nocciolini    | Parma          | fine prestito |
| A        | Vincenzo Plescia     | Avellino       | svincolato    |
| A        | Lorenzo Sorrentino   | Vibonese       | definitivo    |

### Operazioni tra le due sessioni
| Acquisti | Acquisti        | Acquisti | Acquisti   |
| R.       | Nome            | da       | Modalità   |
| -------- | --------------- | -------- | ---------- |
| P        | Marco Albertoni |          | svincolato |
| D        | Luca Tedeschi   |          | svincolato |

| Cessioni | Cessioni | Cessioni | Cessioni |
| R.       | Nome     | a        | Modalità |
| -------- | -------- | -------- | -------- |

### Sessione invernale(dal 04/01 al 01/02)
| Acquisti | Acquisti           | Acquisti       | Acquisti   |
| R.       | Nome               | da             | Modalità   |
| -------- | ------------------ | -------------- | ---------- |
| P        | Semuel Pizzignacco | L.R. Vicenza   | prestito   |
| D        | Simone Sini        | Alessandria    | prestito   |
| D        | Riccardo Spaltro   | SPAL           | definitivo |
| C        | Lorenzo Gavioli    | Inter          | prestito   |
| A        | Manuel Cicconi     | Virtus Entella | prestito   |
| A        | Kevin Piscopo      | Empoli         | prestito   |

| Cessioni | Cessioni            | Cessioni   | Cessioni      |
| R.       | Nome                | a          | Modalità      |
| -------- | ------------------- | ---------- | ------------- |
| P        | Leonardo Moleri     | Milan      | fine prestito |
| D        | Manuel Ferrini      | Vis Pesaro | prestito      |
| C        | Alessandro Sala     | Milan      | fine prestito |
| C        | Luigi Sarli         |            | svincolato    |
| A        | Francesco Galuppini | Südtirol   | definitivo    |

## Risultati

### Serie C - girone A

#### Girone di andata
| Arbitro: | Ricci (Firenze) |

|  |           |                                 |
|  | Marcatori | 2’, 49’ Chiricò 56’ Della Latta |

| Arbitro: | Di Francesco (Ostia Lido) |

|                                 |           |                                   |
| Bruschi 8’ (rig.), 90+3’ (rig.) | Marcatori | 34’ Possenti 69’ (rig.) Galuppini |

| Arbitro: | Mirabella (Napoli) |

|                                               |           |             |
| Rossetti 45’ Maistrello 45+2’ Galuppini 90+1’ | Marcatori | 39’ Lonardi |

| Arbitro: | F. Longo (Paola) |

|  |           |                |
|  | Marcatori | 21’ Maistrello |

| Arbitro: | Perri (Roma) |

|                                                 |           |  |
| Del Frate 35’ (aut.) Maistrello 71’ Sarli 90+5’ | Marcatori |  |

| Arbitro: | Andreano (Prato) |

|               |           |  |
| Broh 25’, 49’ | Marcatori |  |

| Arbitro: | Gigliotti (Cosenza) |

|                                           |           |  |
| Galuppini 31’, 40’ Silva 36’ Rossetti 67’ | Marcatori |  |

| Arbitro: | Djurdjevic (Trieste) |

|                                    |           |                                       |
| Tomaselli 35’ Galuppini 53’ (aut.) | Marcatori | 42’ Baldassin 68’ Rossetti 80’ Chakir |

| Arbitro: | Petrella (Viterbo) |

|                    |           |                    |
| Galuppini 69’, 84’ | Marcatori | 3’ Bunino 13’ Comi |

| Arbitro: | Iacobellis (Pisa) |

|                     |           |                         |
| Ganz 41’ Masini 76’ | Marcatori | 43’, 81’, 86’ Galuppini |

| Arbitro: | Leone (Barletta) |

|                             |           |          |
| Galuppini 8’ Maistrello 13’ | Marcatori | 78’ Ligi |

| Arbitro: | Crezzini (Siena) |

|                                                             |           |  |
| Galuppini 34’ (rig.) Chakir 37’ Maistrello 41’ Celeghin 53’ | Marcatori |  |

| Arbitro: | Sfira (Pordenone) |

|                                         |           |               |
| Cesarini 5’ (rig.) Corbari 14’ Bobb 77’ | Marcatori | 29’ Galuppini |

| Arbitro: | Nicolini (Brescia) |

|                                                   |           |              |
| Silva 17’ Galuppini 33’ Marano 67’ Maistrello 72’ | Marcatori | 50’ Castelli |

| Arbitro: | Costanza (Agrigento) |

|  |           |                |
|  | Marcatori | 31’ Maistrello |

| Arbitro: | Di Marco (Ciampino) |

|                        |           |                            |
| Panizzi 8’ Milillo 78’ | Marcatori | 34’ Galuppini 69’ Celeghin |

| Arbitro: | Ubaldi (Roma) |

|                             |           |  |
| Maistrello 15’ Celeghin 67’ | Marcatori |  |

| Arbitro: | Di Cicco (Lanciano) |

|             |           |  |
| Fonseca 78’ | Marcatori |  |

| Arbitro: | Grasso (Ariano Irpino) |

|                |           |  |
| Maistrello 49’ | Marcatori |  |

#### Girone di ritorno
| Arbitro: | Angelucci (Foligno) |

|                          |           |  |
| Chiricò 11’ Ceravolo 54’ | Marcatori |  |

| Meda 9 gennaio 2022, ore 18:00 CET 21ª giornata | Renate                       | 0 – 0 referto | Fiorenzuola | Stadio Città di Meda (160 spett.)\| Arbitro: \| Rinaldi (Bassano del Grappa) \| |
| Arbitro:                                        | Rinaldi (Bassano del Grappa) |               |             |                                                                                 |

| Verona 15 gennaio 2022, ore 18:00 CET 22ª giornata | Virtus Verona       | 0 – 0 referto | Renate | Centro sportivo Mario Gavagnin-Sinibaldo Nocini (274 spett.)\| Arbitro: \| Gigliotti (Cosenza) \| |
| Arbitro:                                           | Gigliotti (Cosenza) |               |        |                                                                                                   |

| Arbitro: | Fontani (Siena) |

|                |           |  |
| Celeghin 90+1’ | Marcatori |  |

| Arbitro: | Marotta (Sapri) |

|                    |           |                                                              |
| Capelli 29’ (rig.) | Marcatori | 54’ Maistrello 59’ Piscopo 84’ Rossetti 90+4’ (rig.) Cicconi |

| Arbitro: | Carella (Bari) |

|  |           |                 |
|  | Marcatori | 90+2’ De Marchi |

| Arbitro: | Turrini (Firenze) |

|  |           |                          |
|  | Marcatori | 69’ Cicconi 90+3’ Chakir |

| Arbitro: | Emmanuele (Pisa) |

|  |           |                                   |
|  | Marcatori | 54’ Saltarelli 78’ (rig.) Manconi |

| Arbitro: | Leone (Barletta) |

|                |           |                |
| Della Morte 9’ | Marcatori | 31’ Maistrello |

| Arbitro: | Burlando (Genova) |

|                            |           |                        |
| Gavioli 36’ Maistrello 53’ | Marcatori | 8’, 45’ Ganz 33’ Kraja |

| Arbitro: | Costanza (Agrigento) |

|  |           |                            |
|  | Marcatori | 38’ (rig.), 69’ Maistrello |

| Arbitro: | Canci (Carrara) |

|                     |           |                |
| Giacobbe 88’ (rig.) | Marcatori | 51’ Maistrello |

| Arbitro: | Crezzini (Siena) |

|  |           |                                               |
|  | Marcatori | 19’ Giordano 77’ (rig.) Cesarini 88’ Dubickas |

| Arbitro: | Centi (Viterbo) |

|             |           |  |
| Pierozzi 5’ | Marcatori |  |

| Arbitro: | Ubaldi (Roma) |

|                                                |           |             |
| Cicconi 42’ Marano 50’ Maistrello 90+6’ (rig.) | Marcatori | 67’ Panatti |

| Arbitro: | Lovison (Padova) |

|                                     |           |             |
| Anghileri 44’ Silva 63’ Cicconi 74’ | Marcatori | 31’ Paudice |

| Arbitro: | Zamagni (Cesena) |

|                          |           |              |
| Brighenti 36’ Zuelli 52’ | Marcatori | 48’ Rossetti |

| Arbitro: | Marotta (Sapri) |

|              |           |                            |
| Possenti 30’ | Marcatori | 40’ Mazzarani 49’ R. Moreo |

| Salò 24 aprile 2022, ore 14:30 CEST 38ª giornata | Feralpisalò    | 0 – 0 referto | Renate | Stadio Lino Turina (350 spett.)\| Arbitro: \| Villa (Rimini) \| |
| Arbitro:                                         | Villa (Rimini) |               |        |                                                                 |

#### Play-off
| Arbitro: | Maranesi (Ciampino) |

|               |           |              |
| Compagnon 29’ | Marcatori | 26’ Celeghin |

| Arbitro: | Carrione (Castellammare di Stabia) |

|  |           |              |
|  | Marcatori | 30’ Da Graca |

### Coppa Italia Serie C
| Arbitro: | Nucera (Palermo) |

|             |           |                                    |
| Possenti 6’ | Marcatori | 14’, 38’ Cernigoi 65’ Scognamiglio |

## Statistiche

### Statistiche di squadra
| Competizione         | Punti | In casa | In casa | In casa | In casa | In casa | In casa | In trasferta | In trasferta | In trasferta | In trasferta | In trasferta | In trasferta | Totale | Totale | Totale | Totale | Totale | Totale | DR  |
| Competizione         | Punti | G       | V       | N       | P       | Gf      | Gs      | G            | V            | N            | P            | Gf           | Gs           | G      | V      | N      | P      | Gf     | Gs     | DR  |
| -------------------- | ----- | ------- | ------- | ------- | ------- | ------- | ------- | ------------ | ------------ | ------------ | ------------ | ------------ | ------------ | ------ | ------ | ------ | ------ | ------ | ------ | --- |
| Serie C              | 62    | 19+1    | 11      | 2       | 6+1     | 35      | 21+1    | 19+1         | 7            | 6+1          | 6            | 24+1         | 22+1         | 40     | 18     | 9      | 13     | 60     | 45     | +15 |
| Coppa Italia Serie C | -     | 1       | 0       | 0       | 1       | 1       | 3       | 0            | 0            | 0            | 0            | 0            | 0            | 1      | 0      | 0      | 1      | 1      | 3      | -2  |
| Totale               | 62    | 21      | 11      | 2       | 7       | 36      | 25      | 20           | 7            | 7            | 6            | 25           | 23           | 41     | 18     | 9      | 14     | 61     | 48     | +13 |

### Andamento in campionato
| Giornata  | 1  | 2  | 3 | 4 | 5 | 6 | 7 | 8 | 9 | 10 | 11 | 12 | 13 | 14 | 15 | 16 | 17 | 18 | 19 | 20 | 21 | 22 | 23 | 24 | 25 | 26 | 27 | 28 | 29 | 30 | 31 | 32 | 33 | 34 | 35 | 36 | 37 | 38 |
| --------- | -- | -- | - | - | - | - | - | - | - | -- | -- | -- | -- | -- | -- | -- | -- | -- | -- | -- | -- | -- | -- | -- | -- | -- | -- | -- | -- | -- | -- | -- | -- | -- | -- | -- | -- | -- |
| Luogo     | C  | T  | C | T | C | T | C | T | C | T  | C  | C  | T  | C  | T  | T  | C  | T  | C  | T  | C  | T  | C  | T  | C  | T  | C  | T  | C  | T  | T  | C  | T  | C  | C  | T  | C  | T  |
| Risultato | P  | N  | V | V | V | P | V | V | N | V  | V  | V  | P  | V  | V  | N  | V  | P  | V  | P  | N  | N  | V  | V  | P  | V  | P  | N  | P  | V  | N  | V  | P  | V  | P  | P  | P  | N  |
| Posizione | 20 | 13 | 9 | 7 | 5 | 7 | 5 | 3 | 4 | 4  | 4  | 3  | 4  | 2  | 2  | 3  | 3  | 3  | 3  | 3  | 3  | 4  | 3  | 3  | 3  | 3  | 3  | 4  | 4  | 4  | 4  | 4  | 4  | 4  | 4  | 4  | 4  | 4  |

Legenda:

Luogo: C = Casa; T = Trasferta. Risultato: V = Vittoria; N = Pareggio; P = Sconfitta.